# Rudnea-Mîkolaiivka, Iemilciîne
Rudnea-Mîkolaiivka (în ucraineană Рудня-Миколаївка) este un sat în comuna Mîkolaiivka din raionul Iemilciîne, regiunea Jîtomîr, Ucraina.

## Demografie
Componența lingvistică a localității Rudnea-Mîkolaiivka
     Ucraineană (99,48%)
     Alte limbi (0,52%)
Conform recensământului din 2001, majoritatea populației localității Rudnea-Mîkolaiivka era vorbitoare de ucraineană (99,48%), existând în minoritate și vorbitori de alte limbi.